# Sender Weinheim
Der Sender Weinheim ist eine Sendeanlage des Südwestrundfunks (ehemals des Süddeutschen Rundfunks) zur Ausstrahlung von Hörfunksignalen. Er befindet sich am Südwesthang des Hirschkopfes, einer 346 Meter hohen Erhebung nördlich von Weinheim im Odenwald. Als Antennenträger dient ein freistehender Gittermast.
Von hier werden die Stadt Weinheim sowie umliegende Gebiete versorgt, die aufgrund der topographischen Gegebenheiten des Odenwaldes nur unzureichend vom Fernsehturm Heidelberg erreicht werden.

## Frequenzen und Programme

### Analoger Hörfunk (UKW)
| Frequenz (MHz) | Programm               | RDS PS   | RDS PI | Regionalisierung | ERP (kW) | Antennendiagramm rund (ND)/gerichtet (D) | Polarisation horizontal (H)/vertikal (V) |
| -------------- | ---------------------- | -------- | ------ | ---------------- | -------- | ---------------------------------------- | ---------------------------------------- |
| 97,1           | SWR1 Baden-Württemberg | SWR1_BW_ | D301   | –                | 0,04     | D (190–320°)                             | H                                        |
| 99,5           | SWR3                   | __SWR3__ | D3A3   | Baden/Kurpfalz   | 0,04     | D (190–320°)                             | H                                        |
| 100,7          | SWR4 Baden-Württemberg | SWR4_MA_ | DC04   | Kurpfalz-Radio   | 0,1      | D (190–320°)                             | H                                        |

Die ehemalige Frequenz 93,1 MHz für SWR2 musste 1998 an den Privatfunk abgegeben werden.

### Analoges Fernsehen (PAL)
Vor der Umstellung auf DVB-T diente der Sendestandort weiterhin für analoges Fernsehen.
| Kanal | Frequenz (MHz) | Programm                        | ERP (kW) | Sendediagramm rund (ND)/ gerichtet (D) | Polarisation horizontal (H)/ vertikal (V) |
| ----- | -------------- | ------------------------------- | -------- | -------------------------------------- | ----------------------------------------- |
| 46    | 671,25         | Das Erste (SWR)                 | 0,08     | D                                      | H                                         |
| 24    | 495,25         | ZDF                             | 0,06     | D                                      | H                                         |
| 40    | 623,25         | SWR Fernsehen Baden-Württemberg | 0,06     | D                                      | H                                         |